# Amphoe Chon Daen
Amphoe Chon Daen (Thai อำเภอ ชนแดน) ist ein Landkreis (Amphoe – Verwaltungs-Distrikt) der Provinz Phetchabun. Die Provinz Phetchabun liegt im südöstlichen Teil der Nordregion von Thailand.

## Geographie
Amphoe Chon Daen liegt im Westen der Provinz Phetchabun und grenzt vom Norden aus im Uhrzeigersinn gesehen an die Amphoe Wang Pong, Mueang Phetchabun, Nong Phai und Bueng Sam Phan in der Provinz Phetchabun, Nong Bua in der Provinz Nakhon Sawan sowie Dong Charoen und Thap Khlo in der Provinz Phichit.

## Geschichte
Chon Daen wurde 1917 zunächst als „Zweigkreis“ (King Amphoe) geschaffen. 1956 erfolgte die Erhebung zu einem vollen Bezirk (Amphoe).

## Verwaltung

### Provinzverwaltung
Der Landkreis Chon Daen ist in neun Tambon („Unterbezirke“ oder „Gemeinden“) eingeteilt, die sich weiter in 140 Muban („Dörfer“) unterteilen.
| Nr. | Name       | Thai    | Muban | Einw.  |
| --- | ---------- | ------- | ----- | ------ |
| 01. | Chon Daen  | ชนแดน   | 15    | 14.691 |
| 02. | Dong Khui  | ดงขุย    | 17    | 10.208 |
| 03. | Tha Kham   | ท่าข้าม   | 11    | 09.401 |
| 04. | Phutthabat | พุทธบาท  | 28    | 13.612 |
| 05. | Lat Khae   | ลาดแค   | 22    | 09.852 |
| 06. | Ban Kluai  | บ้านกล้วย | 17    | 07.223 |
| 08. | Sap Phutsa | ซับพุทรา  | 09    | 03.759 |
| 09. | Takut Rai  | ตะกุดไร  | 11    | 05.498 |
| 10. | Sala Lai   | ศาลาลาย | 10    | 05.441 |

### Lokalverwaltung
Es gibt vier Kommunen mit „Kleinstadt“-Status (Thesaban Tambon) im Landkreis:
- Sala Lai (Thai: เทศบาลตำบลศาลาลาย) bestehend aus dem kompletten Tambon Sala Lai.
- Chon Daen (Thai: เทศบาลตำบลชนแดน) bestehend aus Teilen des Tambon Chon Daen.
- Dong Khui (Thai: เทศบาลตำบลดงขุย) bestehend aus den Teilen der Tambon Dong Khui, Takut Rai.
- Tha Kham (Thai: เทศบาลตำบลท่าข้าม) bestehend aus Teilen des Tambon Tha Kham.

Außerdem gibt es acht „Tambon-Verwaltungsorganisationen“ (องค์การบริหารส่วนตำบล – Tambon Administrative Organizations, TAO)
- Chon Daen (Thai: องค์การบริหารส่วนตำบลชนแดน) bestehend aus Teilen des Tambon Chon Daen.
- Dong Khui (Thai: องค์การบริหารส่วนตำบลดงขุย) bestehend aus Teilen des Tambon Dong Khui.
- Tha Kham (Thai: องค์การบริหารส่วนตำบลท่าข้าม) bestehend aus Teilen des Tambon Tha Kham.
- Phutthabat (Thai: องค์การบริหารส่วนตำบลพุทธบาท) bestehend aus dem kompletten Tambon Phutthabat.
- Lat Khae (Thai: องค์การบริหารส่วนตำบลลาดแค) bestehend aus dem kompletten Tambon Lat Khae.
- Ban Kluai (Thai: องค์การบริหารส่วนตำบลบ้านกล้วย) bestehend aus dem kompletten Tambon Ban Kluai.
- Sap Phutsa (Thai: องค์การบริหารส่วนตำบลซับพุทรา) bestehend aus dem kompletten Tambon Sap Phutsa.
- Takut Rai (Thai: องค์การบริหารส่วนตำบลตะกุดไร) bestehend aus Teilen des Tambon Takut Rai.